# قرار مجلس الأمن التابع للأمم المتحدة رقم 898
قرار مجلس الأمن التابع للأمم المتحدة رقم 898، الذي تم تبنيه بالإجماع في 23 فبراير 1994، بعد إعادة التأكيد على القرار 782 (1992) وجميع القرارات اللاحقة بشأن موزمبيق، ناقش المجلس تنفيذ اتفاقيات روما العامة للسلام، وأنشأ قوة شرطة تابعة لعملية الأمم المتحدة في موزمبيق يبلغ عددها 1144 عنصر.
وبعد استعراض وضع البعثة، تم التأكيد على أهمية اتفاق السلام العام وتنفيذه في الوقت المناسب من قبل جميع الأطراف. تم الترحيب بالتطورات الإيجابية على الرغم من استمرار بعض التأخير. ولوحظ طلب من حكومة موزمبيق ورينامو بشأن مراقبة أنشطة الشرطة، وفي هذا الصدد، أوصى الأمين العام بطرس بطرس غالي بإنشاء عنصر شرطة في عملية الأمم المتحدة في موزمبيق بهدف تقليص العنصر العسكري.
تم إنشاء عنصر شرطة يصل قوامه إلى 1144 فرداً. وطُلب من الأمين العام التحضير لانسحاب جزء من العنصر العسكري ورسم خطط لاستكمال ولاية البعثة بحلول تشرين الثاني / نوفمبر 1994، عندما تتولى حكومة منتخبة السلطة. وكان من المقرر أيضاً وضع جداول زمنية لانسحاب المراقبين العسكريين بعد نزع السلاح ولتخفيض القوات العسكرية في ممرات النقل عندما تبدأ قوة الدفاع الوطني الجديدة بالعمل.
ورحب المجلس بالتطورات الإيجابية الأخيرة، بما في ذلك بدء تكوين القوات، وحل الميليشيات شبه العسكرية، وقانون الانتخابات، وتعيين اللجنة الوطنية للانتخابات. في الوقت نفسه، كان هناك قلق من التأخير بما في ذلك التسريح وتشكيل جيش وطني. ودعا الطرفان إلى تنفيذ اتفاق السلام، ولا سيما وقف إطلاق النار وتسريح القوات وتجميعها. كما طلب منهم التحضير للانتخابات في موعد أقصاه أكتوبر 1994.
وطلب المجلس من المجتمع الدولي المساعدة في الإسهام في تسريح القوات وتدريب جيش الدفاع الجديد في موزمبيق. ومن المهم أيضاً ضمان عودة اللاجئين والمشردين. وطلب إلى الأمين العام ضمان أقصى قدر من التوفير في عمليات الأمم المتحدة، حيث ينتظر المجلس تقريره التالي عن التقدم المحرز والجدول الزمني الذي سيتم بموجبه مراجعة ولاية عملية الأمم المتحدة في موزمبيق.

## روابط خارجية
- نص القرار في undocs.org